# Chegou o Que Faltava
A Associação Cultural Chegou o Que Faltava (ou simplesmente Chegou O Que Faltava) é uma escola de samba brasileira do município de Vitória, que desfila no Carnaval Capixaba, mais precisamente no Grupo Especial. Está sediada no bairro de Goiabeiras.

## Fundação
A Chegou o Que Faltava surgiu no Bloco Hi-Fi, criado em 1973, e fundada em cartório em 1975, sediada no bairro de Goiabeiras, possuindo as cores: Azul, Rosa e Branco, popularmente conhecida como "A Tricolor de Goiabeiras".
No ano seguinte, foi formada uma comissão para escolher um nome para formar um bloco de embalo. No ano de 1976, a Escola desfilou no Carnaval de Vitória ainda como Bloco Chegou O Que Faltava. A animação foi tão grande que o bloco virou escola em 1982. 

## História
Em 2008, com o enredo Chegou o que Faltava no Paraíso das Montanhas Encantadas foi a penúltima colocada do Grupo B.
Em 29 de janeiro de 2009 teve fim uma intensa disputa judicial entre a antiga diretoria e a nova, dando a esta última o direito de assumir a agremiação. Esta, por sua vez, concluiu que seria impossível organizar o desfile em 15 dias e pediu licenciamento na liga, se ausentando do Carnaval 2009.
Após a licença no carnaval de 2009, a escola retornou, mais no entanto terminou entre as três últimas que participaram do grupo de acesso no carnaval 2011. Após o descenso, com o enredo despertar, a escola abriu o desfile do grupo de acesso do Carnaval de Vitória e terminou na 3ª colocação. Para 2012, a escola optou sobre um enredo sobre a Índia, mas no entanto devido a falta de verbas para o desfile, desistiu de desfilar nesse ano.
De volta ao carnaval capixaba em 2013, a escola decidiu contar a história das quadrilhas nas festas juninas terminando em 3° lugar. Em 2014 o enredo "Joga-se búzios, cartas e tarô. Traz seu amor de volta em 5 dias" a agremiação de Goiabeiras fez um desfile digno, porém aquém das concorrentes. O samba não funcionou como o esperado, a comissão de frente inovou com os integrantes em cima de pernas de pau, mas tornou-se ineficiente fazendo com o que os integrantes tivessem dificuldades para evoluir em suas coreografias e por último, outro ponto negativo foi a falta de beleza plástica nas alegorias e fantasias.
No desfile de 2015 homenageando o carismático apresentador Ferreira Neto, a Chegou o que Faltava se apresentou de forma tímida e plasticamente muito simples, e onde os seus dois carros alegóricos possuíam graves problemas de leitura e acabamento e teve como grande destaque o seu primeiro casal de mestre sala e porta bandeira, que realmente realizou apresentações técnicas e de enorme sincronia.
Em 2016, a agremiação contou a história de Bernardo José do Santos, o Caboclo Bernardo, e de sua terra natal Regência Augusta, distrito da cidade de Linhares no norte do Espírito Santo. Já em 2017, a escola teve como tema as lendas e mistérios da água, passando pelos mitos criados pelo homem, a água nas religiões, e a importância da preservação.

Alegoria da Chegou O Que Faltava no desfile de 2018

No desfile de 2018, a Chegou O Que Faltava entrou na avenida com o enredo “Pra Nivelar a Vida em Alto Astral. Nobre Pérola, Jovelina”, homenagem à Jovelina Pérola Negra (1944-1998), uma das grandes damas do samba brasileiro. As alas e alegorias da escola vieram repletas de referências à “partideira”, exaltando sua importância no samba carioca. 
Em 2019, a Chegou o Que Faltava levou para avenida o enredo "A Lenda da Pedra Menina", homenageando Caparaó. O enredo contou a história da índia da tribo dos Puris que foi transformada em pedra para se proteger de invasores que vieram de além-mar para escravizar os índios.  No carnaval de 2020, a agremiação apresentou o enredo “Que Comecem as Apourar títulostas: Sorte Ou Azar, Só O Tempo Dirá”, apostando na sorte ao colocar patuás, figas e trevos no seu samba.
Em 2022, com o enredo "Chegou a realeza dos campos dourados que alimentam a história. Sustento da Vida", a Chegou O Que Faltava foi campeã do Grupo A do Carnaval Capixaba e conquistou uma vaga no Grupo Especial. Com alas criativas, coloridas e ricas em detalhes, a escola contou a história da presença da lavoura de milho em várias civilizações. 
Em 2023, a escola de goiabeiras realizou seu retorno ao Grupo Especial, após 18 anos, com um desfile alegre, leve e com a comunidade cantando forte o samba enredo, apresentando  o enredo "O Tesouro que Faltava", que valorizou os tesouros capixabas. A escola fechou o carnaval em quarto lugar na colocação final.
No  carnaval de 2024, a Chegou O Que Faltava realizou o maior desfile de sua história. Mesmo penalizada em 1,2 pontos, a escola teve a segunda melhor avaliação do jurados, mas finalizou o festejo em 4° lugar. Com o enredo “Bravo! Abram-se as cortinas, o Glória em cena“, uma homenagem à história Teatro Glória, a agremiação levou ao Sambão do Povo alegorias e fantasias volumosas, porém bem minimalistas.
No Carnaval de Vitória 2025, com o enredo "Da Lama Sai Muito Barulho!", celebrando seus 50 anos, a agremiação encantou o público ao exaltar a cultura da Grande Goiabeiras, a riqueza do manguezal, as tradições locais e os saberes que dele emergem. Com uma apresentação memorável, a escola conquistou, pela segunda vez, sua maior classificação no Carnaval Capixaba: o segundo lugar no Grupo Especial.

## Segmentos

### Presidentes
| Mandato       | Nome                  |
| ------------- | --------------------- |
|               | Getúlio Marques       |
| 2015-2018     | Nizete Marques "Nega" |
| 2019-presente | Rafael Cavalieri      |

### Diretores
| Carnavais | Diretor de Carnaval           | Diretor geral de harmonia                                                                | Ref. |
| --------- | ----------------------------- | ---------------------------------------------------------------------------------------- | ---- |
| 2016      | Carlão                        |                                                                                          |      |
| 2017      |                               | Alexandre Junior, Fernanda Bulhões, Jocinete Carvalho, Jorge Mayko e Vanderson Cesar     |      |
| 2018      |                               | Alexandre Junior, Fernanda Bulhões, Elder Alves e Kleyson Faria                          |      |
| 2019      | Elder Alves                   | Alexandre Júnior, Fernanda Bulhões e Kleyson Faria                                       |      |
| 2020      | Elder Alves                   | Alexandre Júnior, Fernanda Bulhões, Kleyson Faria, Leonardo Cavalieri e Thatiana Barbosa |      |
| 2024      | Rislany Rosa e Lorena de Bona | Elder Alves                                                                              |      |
| 2025-2026 | Rislany Rosa e Lorena de Bona | Jonatha Luiz e Weslley Barcelos                                                          |      |

### Intérpretes
| Carnavais | Interpretes                 | Ref |
| --------- | --------------------------- | --- |
| 2014      | Artur Kadratz e Luiz Felipe |     |
| 2017      | Vladmir Sales               |     |
| 2018-2023 | Marcinho Diola              |     |
| 2024-2026 | Igor Vianna                 |     |

### Comissão de Frente
| Carnavais | Coreógrafos(as)                | Ref   |
| --------- | ------------------------------ | ----- |
| 2016      | Patrick Cadete e Ewander Rocha |       |
| 2017      | Patrick Cadette                |       |
| 2018-2019 | Jorge Mayko                    |       |
| 2020      | Lalau Martins                  |       |
| 2022      | Murilo Nascimento              |       |
| 2023-2024 | Jorge Mayko                    |       |
| 2025      | Rodrigo Carvalho               | [ 8 ] |

### Casal de Mestre-sala e Porta-bandeira
| Carnavais | Casal                                | Ref. |
| --------- | ------------------------------------ | ---- |
| 2011      | Rafael Mantovani e Eliamara Carvalho |      |
| 2015      | Marcos Paulo e Delma                 |      |
| 2016      | Yuri Souza e Emanuele Martins        |      |
| 2017-2018 | José Augusto e Amanda Amâncio        |      |
| 2019      | Max Dutra e Thais Oliveira           |      |
| 2020      | Marcos Paulo e Thais Oliveira        |      |
| 2022      | Rodrigo Mattos e Andressa Cadete     |      |
| 2023-2025 | Kleyson Faria e Amanda Ribeiro       |      |
| 2026      | Vinícius Couti e Amanda Ribeiro      |      |

### Bateria
A bateria da Chegou O Que Faltava é denominada "Ritmo Nervoso".

#### Mestres
| Carnavais | Diretores de Bateria                   | Ref |
| --------- | -------------------------------------- | --- |
| 2015-2016 | Rodrigo Fuzil                          |     |
| 2018      | Fernando Marins                        |     |
| 2019-2023 | Fernando Marins e Douglas Alves Jacaré |     |
| 2024-2026 | Jorge e Alcino                         |     |

#### Corte de Bateria
| Carnavais     | Rainha              | Madrinha         |
| ------------- | ------------------- | ---------------- |
| 2015          | Mônica Sales        | Sem Madrinha     |
| 2016          | Bethynna Casagrande | Gerusa Bacelar   |
| 2017          | Bethynna Casagrande | Daise Wasen      |
| 2018          | Brunele Fraga       | Renata Cristina  |
| 2019          | Jamila Alvarenga    | Sem Madrinha     |
| 2020          | Jamila Alvarenga    | Lidiane Castelan |
| 2021-2024     | Jamila Alvarenga    | Sem Madrinha     |
| 2025-presente | Thalita Zampirolli  | Sem Madrinha     |

## Carnavais
| Ano | Colocação               | Grupo          | Enredo | Carnavalesco                                                       | Intérprete     | Ref.   |
| --- | ----------------------- | -------------- | --- | ------------------------------------------------------------------ | -------------- | ------ |
| 1984 | 2º lugar (Promovida)    | Grupo A        | “Forrobodó, uma festa nordestina” |                                                                    |                |        |
| 1985 | 3° lugar                | Grupo Especial | “Na terra dos balangandãs, quem tem olho é rei” |                                                                    |                |        |
| 1986 | 5º lugar                | Grupo Especial | "Azul do Jeito que eu Vejo a Vida" |                                                                    |                |        |
| 1987 | Vice-campeã             | Grupo Especial | "Guerra das Estrelas" |                                                                    |                |        |
| 1988 | 5º lugar                | Grupo Especial | "Levanta Sacode a Poeira e Dá a Volta por Cima" |                                                                    |                |        |
| 1989 | 3º lugar                | Grupo Especial | "Chegou o Que faltava, o Periquito da Sorte" |                                                                    |                |        |
| 1990 | 7º lugar                | Grupo Especial | "Os Grandes Amores Através dos Tempos" |                                                                    |                |        |
| 1991 | 9º lugar (Rebaixada)    | Grupo Especial | "Ilegal, Imoral ou Engorda" |                                                                    |                |        |
| 1992 | 3º lugar                | Grupo A        | "Brasil, não dá mais pra segurar" |                                                                    |                |        |
| 1993 à 1997 não houve desfiles.                                                                                        |                         |                | |                                                                    |                |        |
| 1998 e 1999 a escola de samba não desfilou.                                                                            |                         |                | |                                                                    |                |        |
| 2000 | Desfile não competitivo | Grupo Especial | "Das Cinzas Para a Eternidade, Chegou o que Faltava não Morreu" |                                                                    |                |        |
| 2001 | Desfile não competitivo | Grupo Especial | "Ziriguidum, Agora Sim 2001" |                                                                    |                |        |
| 2002 | 11º lugar               | Grupo Especial | "Refestança" |                                                                    |                |        |
| 2003 | 11º lugar               | Grupo Especial | "Estórias e Lendas de um Pescador de Ilha das Caieiras" |                                                                    |                |        |
| Em 2004, a Chegou O Que Faltava cumpriu punição e não desfilou.                                                        |                         |                | |                                                                    |                |        |
| 2005 | 10º lugar (Rebaixada)   | Grupo Especial | "Quem Ri Por Último Ri Melhor" |                                                                    |                |        |
| 2006 | 4º lugar                | Grupo A        | "Do Papiro à Celulose. O Papel Nosso de Cada Dia é Hoje Minha Fantasia" |                                                                    |                |        |
| 2007 | 5º lugar                | Grupo A        | "Tenho 30 Anos, Sou Forte, Sou Guerreira na Região Norte. Eu Sou Goiabeiras" |                                                                    |                |        |
| 2008 | 5º lugar                | Grupo A        | "Chegou o Que Faltava no Paraíso das Montanhas Encantadas" | João Venâncio                                                      |                |        |
| Em 2009, a Chegou O Que Faltava não desfilou.                                                                          |                         |                | |                                                                    |                |        |
| 2010 | 13º lugar               | Grupo Especial | "Docete Omnes Gentes: A Academia vai ao samba" | João Venâncio                                                      |                |        |
| 2011 | 3º lugar                | Grupo A        | "Despertar" | João Venâncio                                                      |                |        |
| 2012 | Não desfilou            | Grupo A        | "Índia: de Todos os Deuses, Todas as Cores e do Espírito Santo" | João Venâncio                                                      |                |        |
| 2013 | 3º lugar                | Grupo A        | "Refestança, onde se canta, dança" Compositores: Luis Carlos Costa Pereira, Ney do Cavaco e Choroca. | João Venâncio                                                      |                |        |
| 2014 | 3° lugar                | Grupo B        | "Joga-se búzios, cartas e tarô. Traz seu amor de volta em 5 dias" Compositores: Luiz Claudio Mendes Victorio, Artur Kadratz, Vicente Ribeiro, Léo do Cavaco.                                                               | João Venâncio                                                      |                |        |
| 2015 | Vice-campeã (Promovida) | Grupo B        | "Quem te viu, quem TV - Ferreira Neto" | Carlão                                                             |                |        |
| 2016 | 7º lugar                | Grupo A        | "Caboclo Bernardo - O herói do povo para o povo" Compositores: Thiago Brito, Rafael Mikaiá, Robert Melodia, Thiago Miners e Fernando Brito.                                                                                | Comissão de Carnaval (Jorge Mayko, Sidney Allan e Vanderson César) |                |        |
| 2017 | 4º lugar                | Grupo A        | "Lendário das Águas - Místico, Sagrado e Elemental" Compositores: Rafael Mikaiá, Fernando Brito, Thiago Brito, Thiago Meiners e Roberth Melodia.                                                                           | Jorge Mayko e Vanderson César                                      | Vladmir Sales  | [ 9 ]  |
| 2018 | 3º lugar                | Grupo A        | "Pra nivelar a vida em alto astral. Nobre Pérola, Jovelina" Compositores: Fernando Brito, Rafael Mikáia, Roberth Melodia, Thiago Brito e Thiago Meiners.                                                                   | Jorge Mayko e Vanderson César                                      | Marcinho Diola | [ 10 ] |
| 2019 | Vice-campeã             | Grupo A        | "A Lenda da Pedra Menina" Compositores: Artur Kadratz, Cimazinho Machado, Eli Penteado, Gulle, Clarice Navegantes e Gabriel Sorriso                                                                                        | Jorge Mayko e Vanderson César                                      | Marcinho Diola |        |
| 2020 | Vice-campeã             | Grupo A        | "Que comecem as apostas! Sorte ou azar, só o tempo dirá." Compositores: Tuninho Azevedo, Girão, Jean Brito, Almeida Júnior, Almir Cruz, Antônio Conceição, Breno Almeida, Beto Azevedo, Neyzinho do Cavaco e João Pedro.   | Lucas Santana                                                      | Marcinho Diola |        |
| Inicialmente adiados para o mês de julho, os desfiles do Carnaval 2021 foram cancelados devido a pandemia de Covid-19. |                         |                | |                                                                    |                |        |
| 2022 | Campeã (Promovida)      | Grupo A        | "Chegou a realeza dos campos dourados que alimentam a história. Sustento da vida" Compositores: Rafael Mikaia, Fernando Brito, Roberth Melodia, Leandro Maciel, Gugu das Candongas e Vlad AKS                              | Marcelo Braga                                                      | Marcinho Diola | [ 11 ] |
| 2023 | 4° lugar                | Grupo Especial | "O Tesouro que Faltava" Compositores: Rafael Mikaiá. | Jorge Mayko e Vanderson César                                      | Marcinho Diola | [ 12 ] |
| 2024 | 4° lugar                | Grupo Especial | "Bravo! Abram-se as cortinas, o Glória em cena" Compositores: Rafael Mikaiá, Rico Bernardes, Thiago Brito, Fernando Brito, Roberth Melodia, Lucas Rigonato, Cassius Macaé, Gigi Da Estiva, Daniel Barbosa e Carlos Jarjura | Jorge Mayko e Vanderson César                                      | Igor Vianna    | [ 13 ] |
| 2025 | Vice-Campeã             | Grupo Especial | "Da Lama Sai Muito Barulho" Compositor: Júnior Fionda | Vanderson César                                                    | Igor Vianna    | [ 14 ] |
| 2026 |                         | Grupo Especial | "Orí - Sua Cabeça É Seu Guia" | Roberto Monteiro                                                   | Igor Vianna    |        |

## Premiações
Prêmios recebidos pelo A.C. Chegou O Que Faltava.
| Ano  | Prêmio                           | Categoria / premiados                                                        | Divisão        | Ref.   |
| ---- | -------------------------------- | ---------------------------------------------------------------------------- | -------------- | ------ |
| 2020 | Faisão de Ouro                   | Melhor Ala de Passistas                                                      | Grupo A        | [ 15 ] |
| 2020 | Faisão de Ouro                   | Melhor Evolução                                                              | Grupo A        | [ 15 ] |
| 2020 | Faisão de Ouro                   | Melhor Harmonia                                                              | Grupo A        | [ 15 ] |
| 2020 | Faisão de Ouro                   | Melhor Destaque Trans (Dayane dos Santos)                                    | Grupo A        | [ 15 ] |
| 2024 | Troféu Capixabices               | Baianas                                                                      | Grupo Especial | [ 16 ] |
| 2024 | Troféu Capixabices               | Alegorias                                                                    | Grupo Especial | [ 16 ] |
| 2024 | Troféu Capixabices               | Fantasias                                                                    | Grupo Especial | [ 16 ] |
| 2024 | Troféu Capixabices               | 2° casal de Mestre-sala & Porta-bandeira (Vinicius Couti e Mariana Calazans) | Grupo Especial | [ 16 ] |
| 2025 | Troféu Capixabices               | Samba-enredo ("Da Lama Sai Muito Barulho")                                   | Grupo Especial |        |
| 2025 | Troféu Capixabices               | Comissão de Frente                                                           | Grupo Especial |        |
| 2025 | Troféu Capixabices               | Fantasias                                                                    | Grupo Especial |        |
| 2025 | Troféu Capixabices               | Alegorias                                                                    | Grupo Especial |        |
| 2025 | Troféu Capixabices               | Ala Coreografada ("Matriarcas Indígenas")                                    | Grupo Especial |        |
| 2025 | Queridinhos Iê Iê - Vitória 2025 | Desfile do Ano                                                               | Grupo Especial |        |
| 2025 | Queridinhos Iê Iê - Vitória 2025 | Enredo ("Da Lama Sai Muito Barulho")                                         | Grupo Especial |        |
| 2025 | Queridinhos Iê Iê - Vitória 2025 | Samba-enredo ("Da Lama Sai Muito Barulho")                                   | Grupo Especial |        |
| 2025 | Queridinhos Iê Iê - Vitória 2025 | Comissão de Frente                                                           | Grupo Especial |        |
| 2025 | Queridinhos Iê Iê - Vitória 2025 | Carnavalesco (Vanderson César)                                               | Grupo Especial |        |
| 2025 | Premiação Arte Virtual           | Enredo ("Da Lama Sai Muito Barulho")                                         | Grupo Especial |        |
| 2025 | Premiação Arte Virtual           | Samba-enredo ("Da Lama Sai Muito Barulho")                                   | Grupo Especial |        |
| 2025 | Premiação Arte Virtual           | Comissão de Frente                                                           | Grupo Especial |        |
| 2025 | Premiação Arte Virtual           | Fantasias                                                                    | Grupo Especial |        |
| 2025 | Premiação Arte Virtual           | Alegorias                                                                    | Grupo Especial |        |
| 2025 | Premiação Arte Virtual           | Carnavalesco (Vanderson César)                                               | Grupo Especial |        |
| 2025 | Faisão de Ouro 2025              | Carnavalesco (Vanderson César)                                               | Grupo Especial | [ 17 ] |
| 2025 | Faisão de Ouro 2025              | Samba-enredo ("Da Lama Sai Muito Barulho")                                   | Grupo Especial | [ 17 ] |
| 2025 | Faisão de Ouro 2025              | Ala de Baianas                                                               | Grupo Especial | [ 17 ] |
| 2025 | Faisão de Ouro 2025              | 2º Casal de Mestre-sala e Porta-bandeira (Marcel Souza e Malu Nobres)        | Grupo Especial | [ 17 ] |

## Títulos
| Títulos da Chegou O Que Faltava | Títulos da Chegou O Que Faltava | Títulos da Chegou O Que Faltava | Títulos da Chegou O Que Faltava | Títulos da Chegou O Que Faltava |
| ------------------------------- | ------------------------------- | ------------------------------- | ------------------------------- | ------------------------------- |
| Divisão                         | Divisão                         | Títulos                         | Carnavais                       | Referências                     |
|                                 | Segunda Divisão                 | 1                               | 2022                            | [ 18 ]                          |